# Esna (rzeka)
Esna (est. Esna jõgi) – rzeka w środkowej Estonii. Źródła znajdują się na północ od wsi Esna, gmina Kareda. Wpada do rzeki Parnawa w mieście Paide. Ma długość 23,3 km i powierzchnię dorzecza 175,7 km².